# Skisprung-Grand-Prix in Hinzenbach
Koordinaten: 48° 19′ 27,8″ N, 13° 59′ 39,1″ O
Der Skisprung-Grand-Prix in Hinzenbach zum Skisprung-Grand-Prix findet auf der Aigner-Schanze in der Ortschaft Unterleiten in der Gemeinde Hinzenbach in Oberösterreich statt.

## Geschichte
Am 9. und 10. Oktober 2010 wurde die Aigner-Schanze eingeweiht und in diesem Rahmen gab es zwischen der FIS und dem Österreichischen Skiverband (ÖSV) Gespräche einen Sommer-Grand-Prix zu veranstalten. Seit der Saison 2011 wird vom Internationalen Ski-Verband (FIS), dem OK-Team für den Sommer-Grand-Prix und dem OK-Chef Bernhard Zauner ein Springen veranstaltet. Am 30. September und 1. Oktober 2011 gab es wieder einen Sommer-Grand-Prix in Österreich mit der Qualifikation am Freitag und dem Wettkampf am Samstag. Bereits ab dem Folgejahr 2012 wurden die Qualifikation am Samstag und der Wettkampf am Sonntag durchgeführt. Wegen zu starken Wind musste der Wettkampf am 29. September 2013 abgesagt werden. Seit 2023 finden nurmehr zwei Springen am Samstag und Sonntag statt mit der Qualifikation jeweils am selben Tag.

## Ergebnisse
| Auflage | Saison | Sieger                                     | Zweiter                                    | Dritter                                    |
| ------- | ------ | ------------------------------------------ | ------------------------------------------ | ------------------------------------------ |
| 01      | 2011   | Gregor Schlierenzauer                      | Daiki Itō                                  | Roman Koudelka                             |
| 02      | 2012   | Maciej Kot                                 | Severin Freund                             | Taku Takeuchi                              |
| 03      | 2013   | Wettkampf wegen zu starken Windes abgesagt | Wettkampf wegen zu starken Windes abgesagt | Wettkampf wegen zu starken Windes abgesagt |
| 04      | 2014   | Roman Koudelka                             | Gregor Schlierenzauer                      | Marinus Kraus                              |
| 05      | 2015   | Gregor Schlierenzauer                      | Peter Prevc                                | Kenneth Gangnes                            |
| 06      | 2016   | Maciej Kot                                 | Dawid Kubacki                              | Peter Prevc                                |
| 07      | 2017   | Dawid Kubacki                              | Piotr Żyła                                 | Roman Koudelka                             |
| 08      | 2018   | Daniel Huber                               | Killian Peier                              | Karl Geiger                                |
| 09      | 2019   | Dawid Kubacki                              | Philipp Aschenwald                         | Piotr Żyła                                 |
| 10      | 2020   | Wettkampf wegen COVID-19-Pandemie abgesagt | Wettkampf wegen COVID-19-Pandemie abgesagt | Wettkampf wegen COVID-19-Pandemie abgesagt |
| 11      | 2021   | Yukiya Satō                                | Ryōyū Kobayashi                            | Karl Geiger                                |
| 12      | 2022   | Dawid Kubacki                              | Anže Lanišek                               | Manuel Fettner                             |
| 13      | 2023   | Andreas Wellinger                          | Stephan Leyhe                              | Daniel Tschofenig                          |
| 13      | 2023   | Gregor Deschwanden                         | Wladimir Sografski                         | Daniel Tschofenig                          |
| 14      | 2024   | Daniel Tschofenig                          | Andreas Wellinger                          | Jan Hörl                                   |
| 14      | 2024   | Andreas Wellinger                          | Jan Hörl                                   | Stefan Kraft                               |